# Carcinoecetes etisi
Carcinoecetes etisi is een soort in de taxonomische indeling van de Myzozoa, een stam van microscopische parasitaire dieren. Het organisme komt uit het geslacht Carcinoecetes en behoort tot de familie Porosporidae. Carcinoecetes etisi werd in 1959 ontdekt door G.H. Ball.